# Green Day
Green Day is een Amerikaanse punkrockband opgericht in 1987 in East Bay, Californië. Aan Green Day wordt samen met de Californische punkbands The Offspring en Blink-182 vaak het doen herleven van de belangstelling voor punkrock in de jaren 90 en begin jaren 2000 toegeschreven.
De eerste albums van Green Day kwamen uit onder het onafhankelijke platenlabel Lookout! Records. Hiermee kregen ze steeds meer bekendheid en meer fans. In 1994 werden ze wereldwijd bij het grote publiek bekend met hun album Dookie, dat uiteindelijk alleen al in de Verenigde Staten meer dan 10 miljoen keer verkocht is. De drie opvolgende albums van Green Day, Insomniac, Nimrod en Warning hadden niet het enorme succes van Dookie, maar waren ook succesvol. Insomniac en Nimrod haalden dubbel platina en Warning kreeg de gouden status toegewezen. De rockopera American Idiot (2004), deed het succes van de band weer herleven bij de jongere generatie. Van deze plaat zijn er in de Verenigde Staten 5 miljoen verkocht. Het achtste studioalbum van de band, 21st Century Breakdown, verscheen in 2009. De band bracht in 2012 een trilogie van nieuwe albums uit, te weten ¡Uno!, ¡Dos! en ¡Tré!. De band bracht hun twaalfde studioalbum Revolution Radio uit in oktober 2016. In februari 2020 kwam hun dertiende studioalbum Father of All Motherfuckers uit. Hun veertiende album, getiteld Saviors, kwam op 19 januari 2024 uit.
Green Day heeft wereldwijd meer dan 65 miljoen albums verkocht. De groep heeft vijf Grammy Awards gewonnen. In 2010 werd een musicalversie van American Idiot voor het eerst opgevoerd op Broadway. De musical is genomineerd voor 7 Tony Awards, de belangrijkste prijzen op musicalgebied, en heeft over het algemeen positieve recensies gekregen.

## Biografie

### Oprichting en beginjaren (1987-1993)
In 1987 richtten de twee vrienden Billie Joe Armstrong en Mike Dirnt, toentertijd 14 jaar oud, een band op onder de naam Sweet Children. Vrij snel kwamen bassist Sean Hughes en drummer Raj Punjabi bij de band. Het eerste live-optreden vond plaats op 17 oktober 1987, in Rod's Hickory Pit in Vallejo, Californië. Armstrongs moeder werkte daar. Vrij snel werd Raj Punjabi vervangen door voormalig Isocracy-drummer John Kiffmeyer, ook bekend als Al Sobrante. Kiffmeyer was de drummer en de manager van de band, hij regelde de boekingen voor optredens van de band en hielp een achterban opbouwen. Zoals in de dvd Punk's Not Dead door Armstrong geciteerd wordt, was Operation Ivy een grote invloed van de band, en de groep die de twee had geïnspireerd om een band te vormen.
Nadat Hughes uit Sweet Children was gestapt in 1988, zag Larry Livermore, eigenaar van Lookout! Records, de band spelen in een show en hij bood hen een platencontract aan. In 1989 nam de band hun eerste ep op, genaamd 1,000 Hours. Voordat 1,000 Hours uitkwam, veranderde de band de naam naar Green Day, om verwarring met een andere lokale band, genaamd Sweet Baby, te voorkomen.
Lookout! Records bracht ook het eerste studioalbum van Green Day uit, genaamd 39/Smooth, begin 1990. Green Day zou later dat jaar nog twee ep's uitbrengen, Slappy en Sweet Children, die oudere nummers bevatten die de band had opgenomen voor het platenlabel Skene! Records, en opnieuw hadden opgenomen. In 1991 werd 1,039/Smoothed out slappy hours uitgebracht, dat de nummers van alle voorgaande ep's en van het album bevatten. In het najaar van 1990, vlak na de eerste landelijke tournee van de band, ging Sobrante studeren. De drummer van The Lookouts, Tré Cool, zou zijn plaats als drummer tijdelijk innemen. Echter, wanneer het duidelijk werd dat Sobrante niet van plan was zich fulltime op de band te richten, werd de plaats van Cool permanent. De band toerde het grootste deel van 1992 en 1993, en speelde een aantal concerten in Europa. Het tweede album Kerplunk verkocht 50.000 exemplaren in de Verenigde Staten.

### Het grote succes (1994-1996)
Het succes van Kerplunk leidde tot een groot aantal bekende platenlabels die geïnteresseerd raakten in Green Day, en de band verliet uiteindelijk Lookout! Records op vriendschappelijke wijze en tekende een contract bij Reprise Records. Ze kwamen bij dit label door producer Rob Cavallo, wiens werk hun aandacht trok. De groep was zeer te spreken over zijn werk met de Californische band The Muffs, en later hebben ze gezegd dat Cavallo "de enige was waar wij echt mee konden praten". Voor veel fans was dit het punt waarop gedacht werd dat Green Day te commercieel zou worden. Terugkijkend op deze periode heeft Armstrong aan Spin Magazine verteld: "Ik kon niet terug naar de punkscene, wanneer we het grootste succes ter wereld waren, of de grootste blunder ... Het enige dat ik kon doen was op mijn fiets stappen en vooruit kijken." Na het contract met Reprise Records getekend te hebben, begon Green Day te werken aan hun eerste A-labelalbum, Dookie.
Dookie is in drie weken opgenomen, en is uitgekomen in februari 1994. Het werd een commercieel succes, geholpen door het veelvuldige spelen van de video's van Longview, Basket case en When I come around op MTV. Elke van deze nummers bereikten nummer 1 in de Amerikaanse Modern Rock Tracks-lijst. Dat jaar deed Green Day een landelijke tournee met de band Pansy Division als openingsact. Op 9 september 1994, tijdens een optreden bij Hatch Memorial Shell in Boston, braken rellen uit tijdens de set van de band (die daardoor werd verkort tot 7 nummers). Bij de rellen raakten 100 mensen gewond en werden 45 mensen gearresteerd. De band trad ook op bij het Lollapaloozafestival en Woodstock '94, waar ze tot ongenoegen van velen een moddergevecht startten. Tijdens het concert herkende een beveiliger Mike Dirnt niet. Hij dacht dat het een fan was die binnengedrongen was en heeft een aantal van zijn tanden eruit geslagen. Doordat Woodstock '94 door miljoenen mensen op televisie werd bekeken, werd het succes van en de erkenning voor Green Day steeds groter. Dit heeft geleid dat het album uiteindelijk een diamanten status kreeg. In 1995 won Dookie de Grammy Award voor Beste Alternatieve Album en de band was genomineerd voor negen MTV Video Music Awards.
In 1995 werd een single voor de Angus soundtrack uitgebracht, getiteld J.A.R.. De single debuteerde op nummer één op de Billboard Modern Rock Tracks-lijst. Het nummer werd gevolgd door de band haar vierde studioalbum, Insomniac, dat in de herfst van 1995 werd uitgebracht. Insomniac was een veel donkerdere en hardere plaat als antwoord op de nieuwe populariteit, vergeleken met het meer melodische Dookie. Het album ontving warme kritiek door critici. Het muziekblad Rolling Stone gaf het album 4 van de 5 sterren. Er werd gezegd dat "in punk wordt het goede werk uit zich en krijgt betekenis wanneer je het luistert zonder opoffering van iets van het elektrische directheid. Green Day is zo goed als dit kan zijn". De singles uitgebracht van Insomniac waren Geek stink breath, Stuck with me, Brain Stew / Jaded en Walking contradiction. Hoewel het album niet de verkoopcijfers van Dookie bereikte, werden in Amerika toch twee miljoen albums verkocht. Daarbij kreeg het album verschillende nominaties voor Grammy's en American Music Awards. De Europese tournee die daarop volgde, werd afgezegd vanwege vermoeidheid.

### Middeljaren en afname in commercieel succes (1997-2002)
Na een korte stop in 1996, begon Green Day in 1997 aan een nieuw album te werken. Vanaf het begin wist de band, net als producer Cavallo, dat het album een compleet nieuwe sound moest krijgen vergeleken met de afgelopen albums. Het resultaat was Nimrod, een experimentele afwijking van de bands standaard pop-punkwerk. Het nieuwe album werd uitgebracht in oktober 1997. Het brengt een variëteit aan muziekstijlen, van pop-punk, surf rock, en ska, tot een akoestische ballad. Nimrod kwam op nummer 10 op de Amerikaanse hitlijst binnen. Het succes van Good Riddance (Time of Your Life), bracht de band een MTV Video Award voor Beste Alternatieve Video, voor de video van het nummer. Deze liet mensen zien die grote veranderingen in hun leven hadden begaan terwijl Armstrong zijn akoestische gitaar bespeelt. Het nummer is ook gebruikt in de tweede "clip show" episode van Seinfield en in twee episodes van ER. De andere singles uitgebracht van Nimrod waren Nice guys finish last, Hitchin' a ride en Redundant. De band maakte een gastoptreden in een episode van King of the Hill, getiteld The man who shot Cane Skretteberg, dat uitgezonden werd in 1997. Eind 1997 en het grootste deel van 1998 werd er getoerd.
In 2000 bracht Green Day hun zesde studioalbum, genaamd Warning, uit. Deze was een stap verder in de stijl die ze hadden gebruikt op Nimrod. Om het album te promoten, nam de band deel aan de Warped Tour in 2000. De band had ook een eigen tournee voor het album in 2001. De reviews voor het album waren verschillend. Allmusic gaf het 4,5/5, waarbij gezegd werd: "Warning is op zich geen innovatief album, maar het is verschrikkelijk tevredenstellend". Rolling Stone was kritischer, met 3/5 sterren. Deze had als kritiek: "Warning... geeft de vraag: Wie wil nummers van geloof, hoop en sociaal commentaar luisteren van wat de snot-cores best verkopende band hoort te zijn?" Hoewel het de hit Minority gaf, en de kleinere hit Warning, waren sommige luisteraars het eens met de conclusie dat de band relevantie verloor, en dat de populariteit afnam. Terwijl alle Green Day-albums ervoor minstens dubbel platina hadden bereikt, kreeg Warning alleen goud.
Bij de California Music Awards won Green Day alle acht van de prijzen waarvoor ze waren genomineerd. De groep won de prijs voor Beste Album (Warning), Beste Punk Rock/Ska Album (Warning), Beste Groep, Beste Mannelijke Zanger, Beste Bassist, Beste Drummer, Beste Songwriter en Beste Artiest.
Het uitbrengen van twee verzamelalbums, International superhits! en Shenanigans, volgden op Warning. International Superhits! en de verzameling van muziekvideo's, International Supervideos!, verkochten goed, en kregen platina in de Verenigde Staten. Shenanigans bevatte een aantal B-kanten van de band, onder andere Espionage, dat in de film Austin Powers: The Spy Who Shagged Me zat en genomineerd werd voor een Grammy Award.
In het voorjaar van 2002 was Green Day het hoofdprogramma in de Pop Disaster Tour samen met blink-182. Ondanks dat ze het co-hoofdprogramma te zijn, speelde de band elke show voor blink-182, die in die tijd meer succes had. De tournee werd vastgelegd op de dvd Riding in Vans with Boys.

### American Idiot: een nieuw succes (2003-2006)
In de zomer van 2003 ging de band de studio in om nieuw materiaal te schrijven en op te nemen voor een nieuw album, dat de naam Cigarettes and Valentines zou krijgen. Nadat 20 nummers waren opgenomen, werden de master tapes gestolen van de studio door een tot nog toe onbekend iemand. In plaats van dat de gestolen nummers opnieuw werden opgenomen, werd besloten om het oude materiaal weg te doen en een heel nieuw project te starten. Dit omdat het materiaal niet representatief genoeg was voor de band haar beste werk. Het was in die tijd dat het bekend werd dat een band genaamd The Network een platencontract had getekend bij Armstrongs platenlabel Adeline Records. Na een mysterieuze uitgave van een album genaamd Money Money 2020, ging het gerucht dat The Network Green Day zelf zou zijn, doordat de bands eenzelfde soort sound hadden. Echter, de geruchten werden noch door de band, noch door Adeline Records, bevestigd. Het enige dat bekendgemaakt werd was een verklaring op de Adeline Records website, waarin een geschil tussen de twee bands werd behandeld.
Green Day ging samenwerken met Iggy Pop op twee tracks van zijn album Skull ring in november 2003. Op 1 februari 2004 werd een nieuw nummer, een cover van I fought the law, uitgebracht via iTunes.
Het in 2004 uitgebrachte album American Idiot debuteerde op nummer 1 in de Billboard Charts. Het was het eerste album van de band dat op nummer 1 kwam, deels door het succes van de gelijknamige single American idiot. Het album werd gelabeld als "punkrockopera", dat het verhaal volgt van de fictieve Jesus of Suburbia. American Idiot won in 2005 een Grammy Award voor beste rockalbum en de band won zeven van de acht MTV Music Awards waarvoor ze waren genomineerd.
In 2005 maakte de band een tournee die bijna 150 concerten omvatte – de langste tournee in de geschiedenis van de band – waarbij Japan, Australië, Zuid-Amerika en Engeland werden bezocht. Tijdens het toeren voor American Idiot werden twee concerten in de Milton Keynes National Bowl in Engeland gefilmd en opgenomen. Deze shows werden door de Kerrang! Magazine Poll als 'Beste Show op Aarde' verkozen. De opnames werden als live-cd en -dvd uitgebracht onder de titel Bullet in a Bible op 15 november 2005. Deze cd/dvd bevat nummers van American Idiot en liedjes van vorige albums, behalve Kerplunk en 1,039/Smoothed Out Slappy Hours. De dvd bevat beelden van de band achter de schermen en laat zien hoe de groep zich voorbereidt op een optreden. De laatste shows van de wereldtournee in 2005 waren in Sydney en Melbourne (Australië), op respectievelijk 14 en 17 december. Op 10 januari 2006 werd de band verkozen tot beste groep en beloond met een People's Choice Award.
Green Day maakte op 1 augustus 2005 bekend dat de rechten van het materiaal voor Dookie, van Lookout! Records, nu uit handen van de platenmaatschappij waren na continue overtreding van de regels in verband met niet betaalde royalty's. Het materiaal dat uitgebracht was voor Dookie, werd niet meer gedrukt totdat het huidige label van de band, Reprise Records, het op 9 januari 2007 opnieuw in productie nam.
Green Day nam in 2006 samen met U2 het nummer The saints are coming op, een cover van de Schotse punkband The Skids. Dit nummer speelden ze op het nagedachtenis-concert voor de slachtoffers van de orkaan Katrina. Tevens was dit het inluiden van de heropening van het gerestaureerde Superdome te New Orleans. De opbrengsten van het nummer werden bestemd voor de slachtoffers van de orkaan.

### 21st Century BreakdownenAmerican Idiot: The Musical(2006-2010)
Green Day nam deel in een aantal andere kleinere projecten na het succes van American Idiot. De groep bracht een album uit onder de naam Foxboro Hot Tubs, getiteld Stop Drop and Roll!!!. In 2008 gingen de Foxboro Hot Tubs op een minitournee om het album te promoten. Hierbij werden vooral kleinere clubs en cafés bezocht.
In een interview met Carson Daly vertelde Garbage-leadzanger Shirley Manson dat Butch Vig het nieuwe album van Green Day zou gaan produceren. De periode van 5 jaar tussen American Idiot en 21st Century Breakdown was de langste tussen twee albums in de carrière van Green Day. De band had gewerkt aan nieuw materiaal sinds januari 2006. In oktober 2007 had Armstrong 45 nummers geschreven, maar de band vertoonde geen tekenen van voortgang tot oktober 2008, toen er twee video's werden getoond van de band die in de studio was met producent Butch Vig. Het proces van het schrijven en opnemen, wat drie jaar en vier opnamestudio's in beslag nam, was uiteindelijk afgerond in april 2009.
21st Century Breakdown werd op 15 mei 2009 uitgebracht. Het album werd grotendeels positief ontvangen door critici, en kreeg een gemiddelde waardering tussen 3 en 4 van de 5 sterren. Na het uitbrengen kwam het album op nummer 1 in veertien landen, met een gouden of platina status in elk land. 21st Century Breakdown leverde Green Day de beste hitlijstnotering tot nu toe. De band startte met het spelen van concerten in Californië in april en begin mei. Het was hun eerste liveshow in bijna 3 jaar. Green Day ging op wereldtournee die in juli 2009 in Noord-Amerika begon. Wal-Mart verkocht het album niet, omdat het een Parental Advisory-sticker droeg en verzocht Green Day om een gecensureerde versie uit te brengen. De bandleden wilden geen van de teksten veranderen op het album en reageerden als volgt: 
Er is niks vies over ons album ... Zij willen artiesten hun albums laten censureren om verkocht te worden. Wij hebben nee gezegd. We hebben dat niet eerder gedaan. Je voelt je alsof je in 1953 leeft of zoiets.
In 2009 ontmoetten de band de prijzenwinnende manager Michael Mayer en veel van de leden van de Tony Award-winnende musical Spring Awakening, om met hen een theaterversie van het album American Idiot te gaan maken. American Idiot: The Musical begon in het Berkeley Repertory Theatre aan het eind van 2009. De show bevat een uitgebreid verhaal van het oorspronkelijke album, met nieuwe karakters als Will, Extraordinary Girl en Favorite Son.
Op 20 april 2010 ging American Idiot: The Musical in première op Broadway, en Green Day bracht de soundtrack van de musical uit. Hier stond een nieuw nummer van Green Day, getiteld When It's Time. Tijdens de Spike TV Video Game Awards 2009 werd het bekend dat Green Day een eigen Rock Band-videospel kreeg, als vervolg op het laatste bandgerichte Rock Band-spel, The Beatles: Rock Band. Het spel werd op 8 juni 2010 uitgebracht. Het spel bevat de gehele albums van Dookie, American Idiot en 21st Century Breakdown en verschillende andere nummers van Green Days repertoire.
Op 12 juni 2007 kwam ook de cover van John Lennons Working Class Hero uit. Deze single hoort bij een campagne van Instant Karma voor Darfur. Green Day verscheen in 2007 in de animatiefilm The Simpsons Movie waarin ze de bekende openingstitelsong mochten spelen. Hun aangepaste versie verscheen als single op 24 juli.
Op zaterdag 29 mei 2010 heeft Green Day op Pinkpop opgetreden. Op vrijdag 2 juli 2010 trad Green Day op Rock Werchter op.
In maart 2011 werd een live-cd/-dvd zal uitgebracht. Op 11 januari 2011 kwam de officiële aankondiging voor het livealbum Awesome as Fuck op de website van Green Day. De cd bevat nummers uit verschillende shows van de 21st century breakdown world tour, de dvd is een registratie van een concert in de Saitama Super Arena.

### ¡Uno!,¡Dos!en¡Tré!(2011-2014)
Op 11 april 2012 werd bekend dat de band drie albums zou uitbrengen. De trilogie heet ¡Uno!, ¡Dos! en ¡Tré! en werd verkrijgbaar op respectievelijk 21 september 2012, 9 november 2012 en 7 december 2012. De nieuwe albums hebben een heel andere sound dan de afgelopen albums American Idiot en 21st Century Breakdown.
Green Day verklaarde dat het nieuwe album minder politiek zou zijn en meer over liefde zou gaan. De clip van Oh Love, het laatste nummer van het album ¡Uno!, ging in première op donderdagnacht 16 augustus op MTV. De twee andere singles van het album zijn Kill the DJ en Let yourself go. Ook hielp Jason White, na al jarenlang meetoerend gitarist van de band te zijn geweest, nu mee in de studio voor een meer live klinkende geluid voor de gitaren. Op 16 juni 2013 trad Green Day weer op in Nederland, wederom op Pinkpop. Ook mochten ze opnieuw optreden als headliner op Rock Werchter.

### Rock and Roll Hall of Fame enRevolution Radio(2015-2017)
Green Day speelde hun eerste concert van het jaar op 16 april 2015. Ze speelden als de "oude" Green Day met drummer John Kiffmeyer. Op 18 april werden ze geïntroduceerd in de Rock and Roll Hall of Fame door Fall Out Boy.
Op 24 april 2015 onthulde Rob Cavallo dat Green Day een twaalfde studioalbum aan het opnemen was. Cavallo beweerde "vijf nieuwe nummers te hebben gehoord die Billie heeft geschreven en gedemonstreerd", en dat de fans "er zeker van moeten zijn dat de muziek geweldig zal zijn als ze terugkomen". Op 24 december 2015 bracht Green Day een kerstlied uit, "Xmas Time of the Year".
Op 11 augustus 2016 bracht Green Day de eerste single "Bang Bang" uit van het album Revolution Radio, dat op 7 oktober 2016 werd uitgebracht.
De band bracht op 17 november 2017 hun tweede grootste hits-compilatie uit, God's Favorite Band. Het bevat 20 van hun hits, samen met twee nieuwe nummers: een andere versie van het Revolution Radio-nummer "Ordinary World", met countryzangeres Miranda Lambert, en een niet eerder uitgebracht nummer met de titel "Back in the USA".

### Father of All Motherfuckers(2019-2023)
Op 10 september kondigde de band de Hella Mega Tour aan met Fall Out Boy en Weezer als headliners naast hunzelf.
Ze brachten ook de single Father of All... uit, de eerste single van hun dertiende album, Father of All Motherfuckers.
De Hella Mega Tour werd met twee jaren uitgesteld vanwege de Coronapandemie.

### Saviors(2023-heden)
In november 2022 verklaarde de band dat ze aan het opnemen waren voor een nieuw studioalbum. Het album komt begin 2024 uit en is geproduceerd door Rob Cavallo, wat zijn eerste album is waarin hij met de band samenwerkt sinds ¡Tré! (2012). In mei 2023 was de demo van "One Eyed Bastard" online gelekt. Voordat het album uitkwam speelde de band een nieuw nummer met de titel "1981" tijdens hun liveoptreden op het Festival d'été de Québec op 16 juli 2023. Op 30 september 2023 lanceerde de band een nieuwe website met de naam "The American Dream Is Killing Me". Op de website stond een video die nieuwe muziek leek te plagen, en een omcirkelde datum van 24 oktober 2023, waardoor sommige nieuwsmedia dachten dat deze verband hield met hun volgende album. Voordat het album uitkwam, speelden ze het eerste nummer, "The American Dream Is Killing Me", van hun nieuwe aankomende album tijdens een liveshow in Las Vegas, Nevada, op 19 oktober 2023, en kondigden ze een Amerikaanse en Europese tour aan voor de zomer van 2024 met The Smashing Pumpkins, Rancid, The Linda Lindas, Nothing But Thieves, The Hives, Donots en Maid of Ace. Ze speelden een ander nummer, getiteld "Look Ma, No Brains!", van het aankomende album tijdens het When We Were Young Festival op 22 oktober 2023. Op 24 oktober 2023 werd de titel van het nieuwe album onthuld als Saviors. Het is gepland om op 19 januari 2024 uit te komen. De eerste single van het album, getiteld "The American Dream Is Killing Me", werd ook op dezelfde datum uitgebracht, met een muziekvideo. De tweede single, "Look Ma, No Brains!", werd uitgebracht op 2 november 2023, met een muziekvideo. Een derde single, "Dilemma", werd uitgebracht op 7 december 2023, met een muziekvideo. Een vierde single, "One Eyed Bastard", kwam op 5 januari 2024 uit, met een songtekst video. Het album en een muziekvideo voor "Bobby Sox" kwamen allebei op 19 januari 2024 uit. Een muziekvideo voor "Corvette Summer" is gepland om op 23 juli 2024 uit te komen.

## Leden

### Huidige leden
- Billie Joe Armstrong – leadzang, gitaar (1987 - heden)
- Mike Dirnt – basgitaar (1988–heden); achtergrondzang (1987–heden); gitaar (1987–1988)
- Tré Cool – drums, percussie, achtergrondzang (1990-heden)

### Voormalige leden
- Raj Punjabi – drums (1987)
- Sean Hughes – basgitaar, achtergrondzang (1987–1988)
- John Kiffmeyer – drums, achtergrondzang (1987–1990; gastoptreden in 2015)

### Huidige tourleden
- Jason White - gitaar, achtergrondzang (1999–heden)
- Jason Freese - keyboard, saxofoon, achtergrondzang (2004-heden)
- Kevin Preston - gitaar, achtergrondzang (2019-heden)

### Voormalige tourleden
- Jeff Matika - gitaar, achtergrondzang (2009-2019)

## Discografie

### Albums
| Album met eventuele hitnotering(en) in de Nederlandse Album Top 100 | Datum van verschijnen | Datum van binnenkomst | Hoogste positie | Aantal weken | Opmerkingen                                                |
| ------------------------------------------------------------------- | --------------------- | --------------------- | --------------- | ------------ | ---------------------------------------------------------- |
| 1,000 Hours                                                         | 26-05-1989            | -                     | -               | -            | Debuut EP                                                  |
| 39/Smooth                                                           | 13-04-1990            | -                     | -               | -            | Debuutalbum                                                |
| Slappy                                                              | 1990                  | -                     | -               | -            | EP                                                         |
| Sweet Children                                                      | 05-07-1990            | -                     | -               | -            | EP                                                         |
| 1,039/Smoothed Out Slappy Hours                                     | 01-07-1991            | -                     | -               | -            | Verzamelalbum                                              |
| Kerplunk                                                            | 17-12-1991            | -                     | -               | -            | Eerste album met Tré Cool Laatste album met John Kiffmeyer |
| Dookie                                                              | 01-02-1994            | 18-02-1995            | 5               | 43           | Goud                                                       |
| Insomniac                                                           | 10-10-1995            | 21-10-1995            | 22              | 11           |                                                            |
| Nimrod                                                              | 14-10-1997            | 01-11-1997            | 80              | 3            |                                                            |
| Warning                                                             | 03-10-2000            | 28-10-2000            | 84              | 1            |                                                            |
| International Superhits!                                            | 13-11-2001            | -                     | -               | -            | Verzamelalbum                                              |
| Shenanigans                                                         | 02-07-2002            | -                     | -               | -            | Verzamelalbum                                              |
| Cigarettes And Valentines                                           | Gepland voor 2003     | -                     | -               | -            | Geannuleerde album                                         |
| American Idiot                                                      | 17-09-2004            | 25-09-2004            | 4               | 66           | Platina Rockopera Conceptalbum                             |
| Bullet In A Bible                                                   | 11-11-2005            | 19-11-2005            | 26              | 12           | Live-dvd & cd                                              |
| 21st Century Breakdown                                              | 15-05-2009            | 23-05-2009            | 4               | 49           | Goud Rockopera Conceptalbum                                |
| Awesome As Fuck                                                     | 18-03-2011            | 26-03-2011            | 9               | 7            | Livealbum                                                  |
| ¡Uno!                                                               | 21-09-2012            | 29-09-2012            | 8               | 7            |                                                            |
| ¡Dos!                                                               | 09-11-2012            | 17-11-2012            | 13              | 5            |                                                            |
| ¡Tré!                                                               | 07-12-2012            | 15-12-2012            | 30              | 5            |                                                            |
| Demolicious                                                         | 19-04-2014            | -                     | -               | -            | Verzamelalbum                                              |
| Revolution Radio                                                    | 07-10-2016            | 15-10-2016            | 4               | 15           |                                                            |
| Greatest Hits: God's Favorite Band                                  | 17-11-2017            | 25-11-2017            | 77              | 1            | Verzamelalbum                                              |
| Woodstock 1994                                                      | 13-04-2019            | -                     | -               | -            | Livealbum                                                  |
| Father Of All Motherfuckers                                         | 07-02-2020            | 15-02-2020            | 15              | 2            |                                                            |
| BBC Sessions                                                        | 10-12-2021            | -                     | -               | -            | Livealbum                                                  |
| Saviors                                                             | 19-01-2024            | 26-01-2024            | 6               | 1            |                                                            |

| Album met hitnotering(en) in de Vlaamse Ultratop 200 albums | Datum van verschijnen | Datum van binnenkomst | Hoogste positie | Aantal weken | Opmerkingen   |
| ----------------------------------------------------------- | --------------------- | --------------------- | --------------- | ------------ | ------------- |
| Dookie                                                      | 1994                  | 01-04-1995            | 13              | 29           |               |
| Insomniac                                                   | 1995                  | 21-10-1995            | 17              | 6            |               |
| American Idiot                                              | 2004                  | 02-10-2004            | 6               | 78           |               |
| Bullet In A Bible                                           | 2005                  | 26-11-2005            | 34              | 18           | Live-dvd & cd |
| 21st Century Breakdown                                      | 2009                  | 23-05-2009            | 2               | 40           | Goud          |
| Awesome as Fuck                                             | 2011                  | 26-03-2011            | 19              | 8            | Livealbum     |
| The studioalbums 1990-2009                                  | 31-08-2012            | 08-09-2012            | 116             | 5            | Boxset        |
| ¡Uno!                                                       | 2012                  | 29-09-2012            | 6               | 22           |               |
| ¡Dos!                                                       | 2012                  | 17-11-2012            | 11              | 16           |               |
| ¡Tré!                                                       | 2012                  | 15-12-2012            | 36              | 16           |               |
| ¡Tré / Cuatro!                                              | 2013                  | 27-07-2013            | 191             | 2            |               |
| Revolution Radio                                            | 2016                  | 15-10-2016            | 2               | 29           |               |
| Greatest hits: God's favorite band                          | 2017                  | 25-11-2017            | 53              | 19           | Verzamelalbum |

### Singles
| Single met eventuele hitnotering(en) in de Nederlandse Top 40 | Datum van verschijnen | Datum van binnenkomst | Hoogste positie | Aantal weken | Opmerkingen                         |
| ------------------------------------------------------------- | --------------------- | --------------------- | --------------- | ------------ | ----------------------------------- |
| Basket case                                                   | 1994                  | 05-11-1994            | tip 4           | -            | Nr. 39 in de Single Top 100         |
| When I come around                                            | 1995                  | 17-06-1995            | tip 2           | -            | Nr. 33 in de Single Top 100         |
| Geek stink breath                                             | 1995                  | 07-10-1995            | tip 16          | -            |                                     |
| American idiot                                                | 2004                  | 18-09-2004            | tip 4           | -            | Nr. 37 in de Single Top 100         |
| Boulevard of broken dreams                                    | 2004                  | 11-12-2004            | 34              | 5            | Nr. 25 in de Single Top 100         |
| Holiday                                                       | 2005                  | 19-03-2005            | tip 8           | -            |                                     |
| Wake me up when september ends                                | 2005                  | 06-08-2005            | 35              | 3            | Nr. 44 in de Single Top 100         |
| The saints are coming                                         | 2006                  | 11-11-2006            | 1(2wk)          | 7            | met U2 / Nr. 1 in de Single Top 100 |
| Working class hero                                            | 2007                  | 23-06-2007            | tip 14          | -            | Nr. 39 in de Single Top 100         |
| Know your enemy                                               | 2009                  | 25-04-2009            | tip 6           | -            | Nr. 62 in de Single Top 100         |
| 21 Guns                                                       | 2009                  | 11-07-2009            | 21              | 8            | Nr. 89 in de Single Top 100         |
| Last of the American girls                                    | 19-04-2010            | 05-06-2010            | tip 4           | -            |                                     |
| Oh love                                                       | 16-07-2012            | 28-07-2012            | tip 11          | -            | Nr. 88 in de Single Top 100         |
| Let yourself go                                               | 2012                  | -                     | -               | -            | Nr. 99 in de Single Top 100         |

| Single met hitnotering(en) in de Vlaamse Ultratop 50 | Datum van verschijnen | Datum van binnenkomst | Hoogste positie | Aantal weken | Opmerkingen                 |
| ---------------------------------------------------- | --------------------- | --------------------- | --------------- | ------------ | --------------------------- |
| Basket case                                          | 1994                  | 10-12-1994            | 26              | 12           | Nr. 22 in de Radio 2 Top 30 |
| Boulevard of broken dreams                           | 2004                  | 08-01-2005            | tip 4           | -            |                             |
| Wake me up when september ends                       | 2005                  | 06-08-2005            | tip 3           | -            |                             |
| The saints are coming                                | 2006                  | 18-11-2006            | 2               | 8            | met U2                      |
| Working class hero                                   | 2007                  | 23-06-2007            | tip 18          | -            |                             |
| Know your enemy                                      | 2009                  | 16-05-2009            | 26              | 5            |                             |
| 21 Guns                                              | 2009                  | 22-08-2009            | 38              | 6            |                             |
| 21st Century breakdown                               | 05-10-2009            | 24-10-2009            | tip 15          | -            |                             |
| Oh love                                              | 2012                  | 28-07-2012            | tip 24          | -            |                             |
| Kill the DJ                                          | 27-08-2012            | 01-09-2012            | tip 12          | -            |                             |
| Stray heart                                          | 29-10-2012            | 17-11-2012            | tip 20          | -            |                             |
| X-Kid                                                | 2013                  | 22-06-2013            | tip 38          | -            |                             |
| Bang bang                                            | 2016                  | 20-08-2016            | tip 3           | -            |                             |
| Still breathing                                      | 2016                  | 26-11-2016            | tip 11          | -            |                             |
| Back in the USA                                      | 2017                  | 25-11-2017            | tip 8           | -            |                             |

### NPO Radio 2 Top 2000
| Nummers met noteringen in de NPO Radio 2 Top 2000 | '12  | '13 | '14  | '15  | '16  | '17  | '18  | '19  | '20  | '21  | '22  | '23  | '24  |
| ------------------------------------------------- | ---- | --- | ---- | ---- | ---- | ---- | ---- | ---- | ---- | ---- | ---- | ---- | ---- |
| 21 Guns                                           | -    | -   | -    | -    | 884  | 961  | 905  | 1131 | 1214 | 1164 | 1146 | 1232 | 1295 |
| American Idiot                                    | -    | -   | -    | -    | 651  | 683  | 570  | 679  | 762  | 794  | 761  | 786  | 661  |
| Basket Case                                       | -    | -   | 599  | 463  | 371  | 359  | 393  | 370  | 396  | 387  | 374  | 396  | 340  |
| Boulevard of Broken Dreams                        | 1322 | 824 | 331  | 235  | 282  | 270  | 253  | 282  | 269  | 289  | 236  | 267  | 271  |
| Good Riddance (Time of Your Life)                 | -    | -   | 1003 | 744  | 770  | 806  | 738  | 785  | 873  | 871  | 725  | 766  | 636  |
| Holiday                                           | -    | -   | -    | -    | 1353 | 1397 | 1264 | 1238 | 1334 | 1353 | 1292 | 1281 | 1264 |
| Jesus of Suburbia                                 | -    | -   | -    | -    | -    | -    | -    | -    | -    | -    | 1804 | 1735 | 1356 |
| The Saints Are Coming (met U2)                    | -    | -   | -    | 1186 | 1481 | 1587 | 1374 | 1349 | 1239 | 1470 | 1389 | 1604 | 1174 |
| Wake Me Up When September Ends                    | -    | -   | 595  | 481  | 515  | 494  | 430  | 496  | 591  | 556  | 523  | 570  | 571  |
| When I Come Around                                | -    | -   | 1794 | 1552 | 1763 | 1650 | 1563 | 1469 | 1673 | 1846 | 1720 | 1859 | 1913 |

1. ↑  Een '-' betekent dat het nummer niet was genoteerd en een vetgedrukt getal geeft de hoogste notering van een nummer aan.
2. ↑  2012 was het eerste jaar met een notering voor Green Day.

## Prijzen

### Grammy Awards
- 1994: Best Alternative Music Performance (Dookie)
- 1997: Green Day was genomineerd voor een Grammy Award, for Best Music Video, Short Form (Walking Contradiction).
- 2000: Februari Green Day was genomineerd voor een Grammy Award for Best Rock Instrumental Performance (Espionage).
- 2005: Best Rock Album (American Idiot)
- 2005: Record Of The Year (Boulevard Of Broken Dreams)
- 2010: Best Rock Album (21st Century Breakdown)

### MTV VMA Awards
- 2009: Best Rock Video (Know Your Enemy)
- 2009: Best Cinematography (21 Guns)
- 2009: Best Direction (21 Guns)

### MTV EMA Awards
- 2009: Best Rock
- 2013: Best Rock
- 2016: Global Icon Award

### Overig
- 2025: ster op Hollywood Walk of Fame

## Trivia
- Green Day kwam voor in de serie The Simpsons.
- Mike Dirnt zijn echte naam is Michael Ryan Pritchard.
- Tré Cool zijn echte naam is Frank Edwin Wright III.
- Tour lid Kevin Preston's echte naam is Kevin Tyler Gorman.
- Tour lid Jason White werkte tijdelijk in de studio met de band voor de ¡Uno!, ¡Dos!, ¡Tré! trilogie in 2012. Hij voegde zich toe om de gitaren een meer live geluid te geven.
- Mike, Tré, en Billie Joe Armstrong hebben een 'EBPM'-tattoo, dat staat voor 'East Bay Punk Mafia'.
- Volgens Billie Joe gaat het nummer "Longview" over verveling, masturbatie en jointjes roken.
- Mike heeft het liedje "J.A.R. (Jason Andrew Relva)" geschreven over zijn vriend die verongelukte in een auto-ongeluk
- In eind 2014 kreeg tour lid Jason White amandelkanker. Hij is er inmiddels al van genezen
- Billie heeft zijn kat Basil Expedition genoemd, naar een karakter van Austin Powers.
- Green Day opende The Simpsons Movie met een optreden bij het meer van Springfield, waar ze tevergeefs proberen het publiek meer bewust te maken van het milieu en de problemen waar het meer mee te kampen heeft.
- Voormalig tour lid Jeff Matika werd in 2019 uit de band gezet omdat hij Green Day fans vroeg om zijn ex online lastig te vallen nadat zij vreemd ging. Hij werd vervangen door huidig tour lid Kevin Preston.
- Green Day heeft vijf zijprojecten genaamd Foxboro Hot Tubs, Pinhead Gunpowder, The Network, The Coverups en The Longshot.
- Tour leden Jason White, Jason Freese en Kevin Preston zijn leden van Foxboro Hot Tubs. Kevin Preston is ook lid van The Longshot, en Jason White is ook lid van Pinhead Gunpowder, The Network en The Coverups.